# 索河畔蒙捷
索河畔蒙捷（法語：Montiers-sur-Saulx，法語發音：[mɔ̃tje syʁ so]）是法国默兹省的一个市镇，位于该省南部，属于巴勒迪克区。

## 地理
索河畔蒙捷（48°31'59"N, 5°16'5"E）面积44.55 平方千米，位于法国大東部大區默兹省，该省份为法国西北部内陆省份，北与比利时接壤，西接马恩省和阿登省，南至上马恩省和孚日省，东临默尔特-摩泽尔省。
与索河畔蒙捷接壤的市镇（或旧市镇、城区）包括：舍维永、埃凡库尔、奥讷勒瓦勒、索河畔帕鲁瓦、索德龙、奥尔日河畔比安库尔、比尔、库韦尔皮、莫莱、里博库尔。

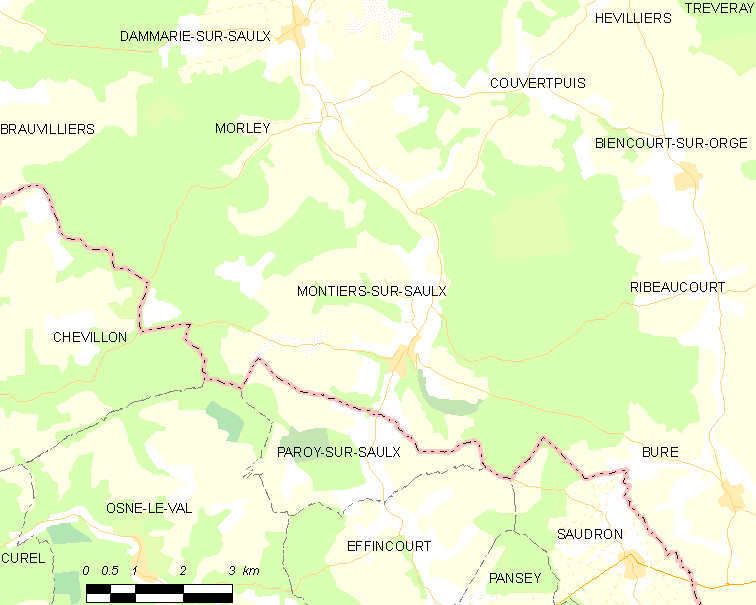
索河畔蒙捷的OSM定位图

索河畔蒙捷的时区为UTC+01:00、UTC+02:00（夏令时）。

## 行政
索河畔蒙捷的邮政编码为55290，INSEE市镇编码为55348。

## 政治
索河畔蒙捷所属的省级选区为利尼昂巴鲁瓦县。

## 人口

1962-2008年间索河畔蒙捷人口变化图示

索河畔蒙捷于2022年1月1日时的人口数量为366人。